# امام‌زاده زید
امامزاده زید یا شاه‌زید، روستایی از توابع بخش مرکزی شهرستان تویسرکان در استان همدان ایران است.
این روستا در ۱ کیلومتری جنوب شهر تویسرکان قرار گرفته‌است و علت نامگذاری آن به دلیل وجود امام زاده‌ای است که در آن مدفون می‌باشد که شجره آن به امام حسن مجتبی بر می‌گردد.
قلعه‌ای تاریخی در جنوب این روستا به نام قلعه حاج سلیم با قدمتی بالغ بر دویست سال وجود دارد. این اثر تاریخی در سال‌های اخیر به دلیل بی‌توجهی مسئولین و شرایط اقلیمی به شدت مورد تخریب قرار گرفته‌ است. مقابل این قلعه قناتی به نام (دِرِه قَلعَه) وجود دارد که در سال‌ های اخیر به علت کمبود بارندگی و برداشت بیش از حد از سفره‌ های آب زیر زمینی در معرض نابودی است. همچنین از قنات هایی همانند (وَیرُو)، (بادِرِه) و ... می‌توان نام برد. شغل ساکنین این روستا کشاورزی، دامپروری و کارمندی است. منبت کاری نیز به تازگی رواج یافته‌ است.
در طول جنگ تحمیلی این روستا شهدایی همچون خلیل احمدیان ،بخشعلی فلاحپور، غلامحسن عزیزی، سید مقصود میرجمالی، علی عباس مالمیر، جعفر مالمیر، رضا مالمیر، رحمانعلی حاج عزیزی، جلال خادمی و عباس مالمیر تقدیم نموده است.

## جمعیت
این منطقه در دهستان حیقوق نبی قرار دارد و براساس سرشماری مرکز آمار ایران در سال ۱۳۹۵، جمعیت آن ۱۳۴۴ نفر بوده‌است.